# Dan Gadzuric
Dan Gadzuric (Gadžurić auf Serbisch, ausgesprochen [ɠɑːdʒʊɹesʃ]; * 2. Februar 1978 in Den Haag) ist ein ehemaliger niederländischer Basketballspieler serbischer Abstammung, der unter anderem in der NBA spielte.

## Laufbahn
Gadzuric' Mutter ist Serbin, sein Vater stammt von St. Vincent und den Grenadinen. Gadzuric, der in Den Haag aufwuchs und auch Fußball sowie Leichtathletik betrieb, spielte ab 1996 in den Vereinigten Staaten, 1998 wechselte er in dem Land von der Governor Dummer Academy (US-Bundesstaat Massachusetts) an die University of California, Los Angeles (UCLA). In 122 Spielen für UCLA erzielte er zwischen 1998 und 2002 im Schnitt 10,5 Punkte, 6,6 Rebounds sowie 1,5 Blocks.
Die Milwaukee Bucks sicherten sich beim Draftverfahren der NBA im Jahr 2002 an 34. Stelle die Rechte am Niederländer. Nachdem Gadzuric in acht Jahren 495 Spiele für Milwaukee bestritten hatte (die beste Saison war 2004/05 mit 7,3 Punkten und 8,3 Rebounds/Spiel), wurde er 2010 zu den Golden State Warriors transferiert. Von dort wechselte er im Frühjahr 2011 zu den New Jersey Nets. Unter anderem aufgrund von Verletzungen gelang ihm weder bei den Kaliforniern noch in New Jersey der Durchbruch. Er spielte bei den Jiangsu Dragons in China und schloss sich den Texas Legends aus der NBA Development League an und lief 2011/2012 für das Farmteam der Dallas Mavericks auf. Im Sommer 2012 schaffte er es zunächst in den Kader der Philadelphia 76ers und absolvierte einige Trainingsspiele in der Saisonvorbereitung, erhielt jedoch dann im Oktober keinen Vertrag für die Saison 2012/2013.
Im Frühjahr 2014 wechselte er zur iranischen Mannschaft Petrochimi Bandar Imam, ein Jahr später schloss er sich der Mannschaft Gaiteros in Venezuela an.
Er bestritt 1997 ein Länderspiel für die Niederlande und war dann erst 2011 wieder Mitglied der Auswahl.